# Jazzmatazz, Vol. 1
Jazzmatazz, Vol. 1 è un album di Guru, membro dei Gang Starr, del 1993, prodotto dalla Virgin Records su CD e musicassetta.

## Tracce
1. Introduction – 1:20 (testo: Guru)
2. Loungin' – 4:38 (testo: Guru)
3. When You're Near – 4:02 (testo: Guru, Davenport)
4. Transit Ride – 3:58 (testo: Guru)
5. No Time to Play – 4:54 (testo: Guru)
6. Down the Backstreets – 4:47 (testo: Guru)
7. Respectful Dedications – 0:54 (testo: Guru)
8. Take a Look (At Yourself) – 3:59 (testo: Guru)
9. Trust Me – 4:27 (testo: Davenport, Guru)
10. Slicker Than Most – 2:36 (testo: Guru)
11. Le Bien, le Mal – 3:21 (testo: Guru)
12. Sights in the City – 5:10 (testo: Guru, Pine)

Durata totale: 44:06